# میرزاگنج اپازیلا
میرزاگنج اپازیلا (به لاتین: Mirzaganj Upazila) یک منطقهٔ مسکونی در بنگلادش است که در ناحیه پتوکالی واقع شده‌است. میرزاگنج اپازیلا ۱۷۵٫۴۵ کیلومتر مربع مساحت و ۱۱۰٬۷۶۳ نفر جمعیت دارد.